# 佳里区

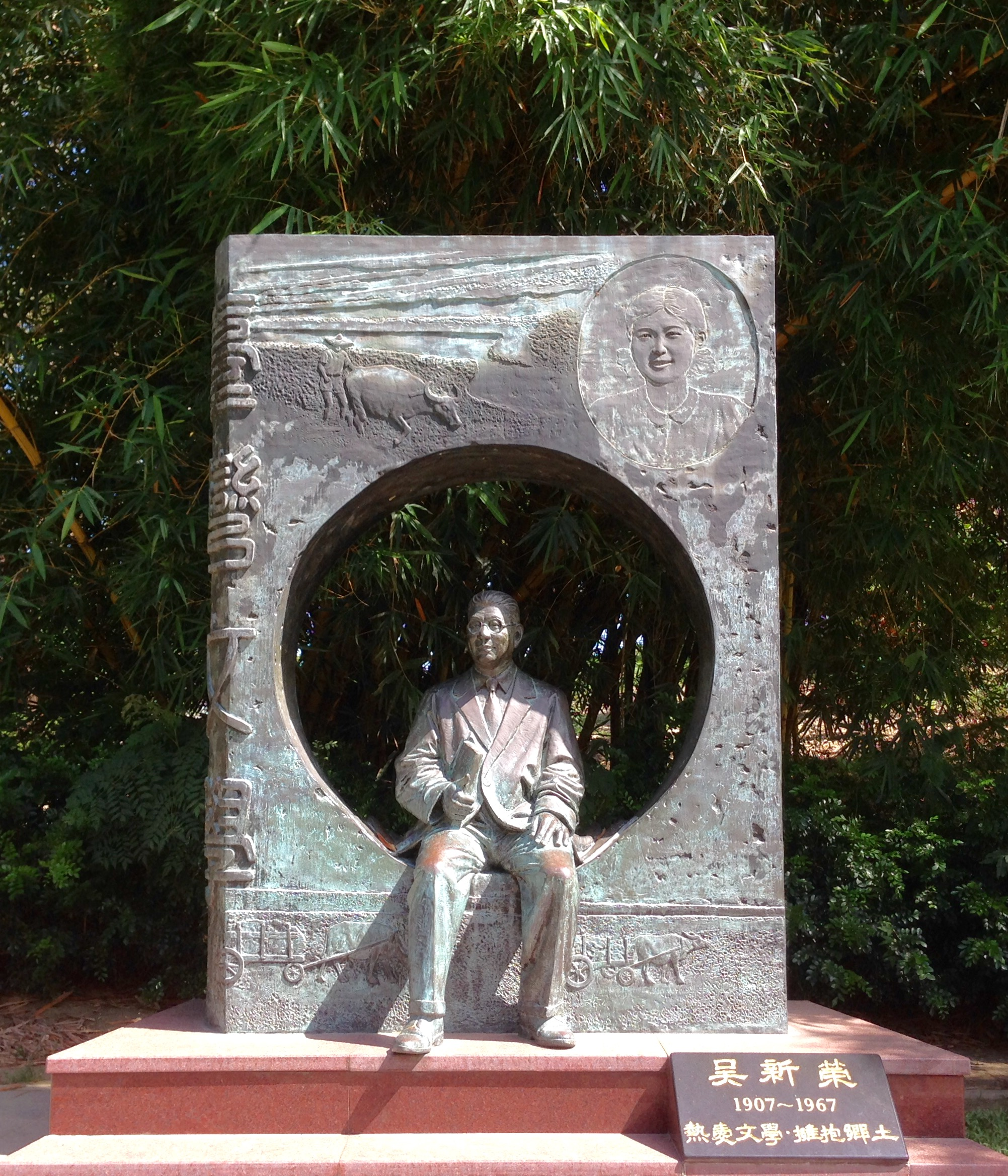
中山公園内の呉新栄記念像

佳里区（ジアリー/かり-く）は台南市の市轄区。ゴボウの生産が盛んである。

## 地理
佳里区は台南市南西部に位置し、北は学甲区と、西は将軍区と、西南連は七股区と、東は麻豆区と、南は西港区とそれぞれ接している。

## 歴史
旧名を「蕭壠」と称し、平埔族4大社の一つに数えられた。蕭壠の由来については諸説あり、西拉雅族「Saulang社」の所在地であり、これが「蕭壠」と音訳されたという説が有力である。これ以外にも昔この地に瘋人（狂人）が多く、「瘋人」と「蕭壠」が台湾語で類似した音であったことから命名されたという説と、この地で原因不明の死者（日本軍により殺害されたという伝承もある）が数多く発生したことから、「消人」と称されるようになり、これは台湾語で発音の近い「蕭壠」に転訛したというものもある。
清代には台湾府諸羅県に帰属していたが、清末に台南府管轄へと改編された。日本統治時代の1920年の台湾地方改制により「佳里」と改名され「佳里庄」を設置、台南州北門郡の管轄とされた。1933年12月には人口増加により「佳里街」に昇格している。台湾の中華民国への編入後は台南県佳里鎮に改編、2010年12月25日に台南県が台南市が編入されたことに伴って佳里区となり、現在に至る。

## 行政区
| 地区 | 里                                                             |
| ---- | -------------------------------------------------------------- |
| 佳里 | 六安里、安西里、忠仁里、東寧里、建南里、南勢里、鎮山里、文新里 |
| 子龍 | 子龍里、民安里                                                 |
| 塭内 | 塭内里                                                         |
| 延平 | 下営里、海澄里                                                 |
| 佳興 | 佳化里、佳興里、営渓里                                         |

## 歴代区長
| 代 | 氏名 | 退任日 |
| -- | ---- | ------ |

## 教育

国立北門高級農工職業学校

### 高級中学
- 国立北門高級中学

### 高級職校
- 国立北門高級農工職業学校（中国語版）

### 国民中学
- 台南市立佳里国民中学
- 台南市立佳興国民中学

### 国民小学
| - 台南市佳里区佳里国民小学 - 台南市佳里区仁愛国民小学 - 台南市佳里区佳興国民小学 - 台南市佳里区延平国民小学 | - 台南市佳里区塭内国民小学 - 台南市佳里区通興国民小学 - 台南市佳里区信義国民小学 |

## 交通
| 種別 | 路線名称 | その他                   |
| ---- | -------- | ------------------------ |
| 省道 | 台19線   | 学甲区 - 佳里区 - 西港区 |

## 観光

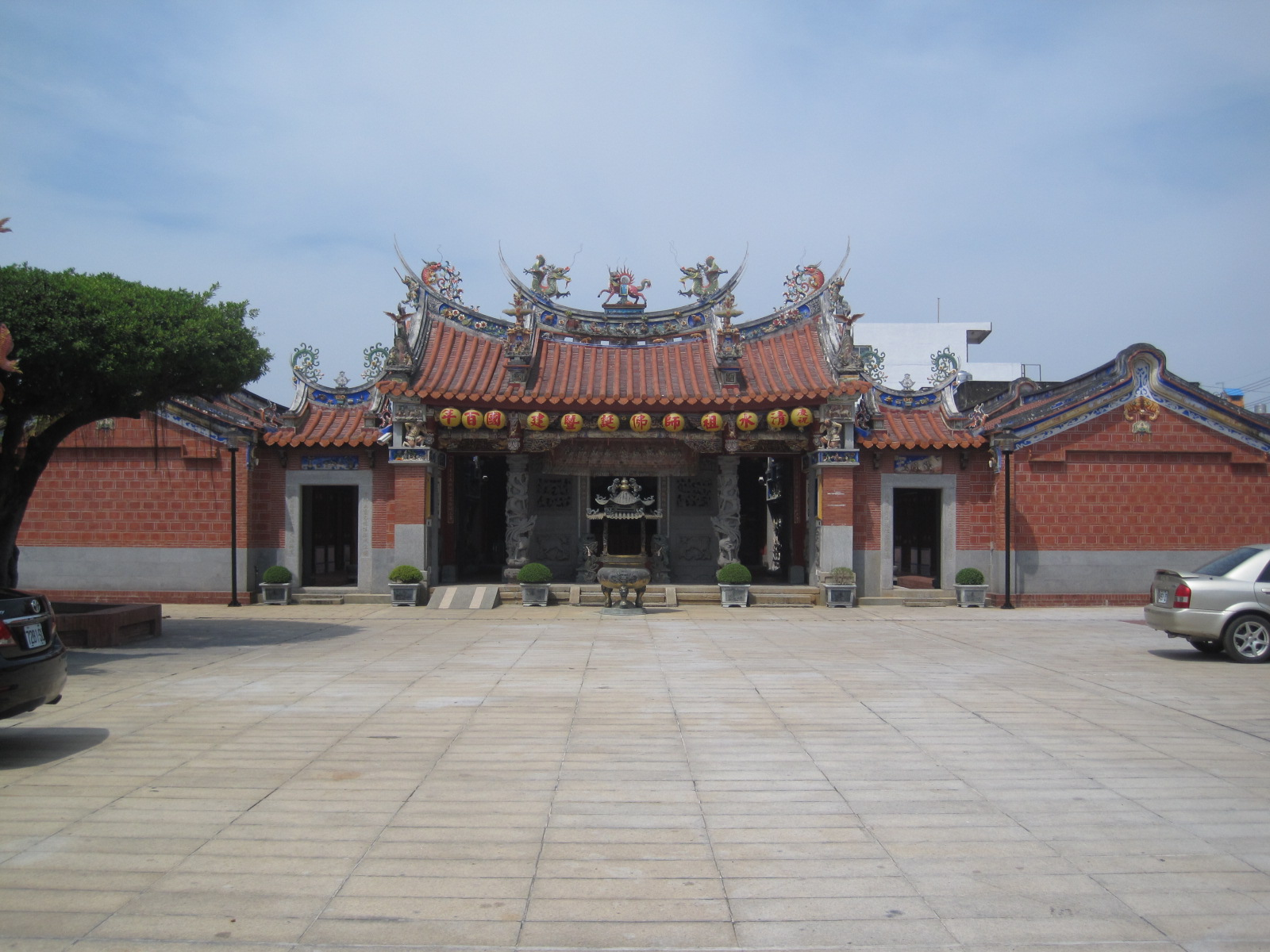
佳里興震興宮

- 台糖佳里糖廠（中国語版）
- 阿立族文化園区
- 佳里興震興宮（中国語版）交趾陶
- 佳里金唐殿（中国語版）剪黏
- 佳里吉和堂（中国語版）八家将
- 佳里仏天宮（中国語版）
- 佳里子龍廟永昌宮
- 佳里北極玄天宮（中国語版）
- 佳里金唐殿蕭壠香（中国語版）
- 佳里老街
- 中山公園